# Daphnella clathrata
Daphnella clathrata é uma espécie de gastrópode do gênero Daphnella, pertencente à família Raphitomidae.